# Gabriel Nigon
Gabriel Nigon (5 de abril de 1956) es un deportista suizo que compitió en esgrima, especialista en la modalidad de espada. Ganó dos medallas de plata en el Campeonato Mundial de Esgrima en los años 1981 y 1982.

## Palmarés internacional
| Campeonato Mundial | Campeonato Mundial         | Campeonato Mundial | Campeonato Mundial |
| Año                | Lugar                      | Medalla            | Prueba             |
| ------------------ | -------------------------- | ------------------ | ------------------ |
| 1981               | Clermont-Ferrand (Francia) | Medalla de plata   | Espada por equipos |
| 1982               | Roma (Italia)              | Medalla de plata   | Espada por equipos |